# KONDO Racing
KONDO Racing Team（コンドー レーシング チーム）は、近藤真彦がオーナー兼監督を務めるレーシングチーム。運営母体は「株式会社エムケイカンパニー（英: MK Company Co., Ltd.）」（「MK」はMasahiko Kondoの略であり、エムケイタクシーとは無関係）。

## 概要
歌手・俳優であり1984年からレーサーとしても活動していた近藤真彦が、1998年に当時所属していたレーシングチーム「TEAM TMS」の協力を得て「近藤真彦レーシングプロジェクト」を発足させ全日本F3に参戦。若手ドライバーの育成を図りながら、近藤自身もチーム監督としてレーシングチームの運営ノウハウを学んだ。その経験を基にして2000年に「KONDO Racing Team」を設立しフォーミュラ・ニッポンへの参戦を開始。
2002年から2004年にかけてル・マン24時間レースに参戦。
2006年からSUPER GT・GT500クラスに参戦。
2008年に静岡県御殿場市にファクトリーが完成し、フォーミュラ・ニッポン、SUPER GT共に自社メンテナンスで参戦。
2012年から日産自動車大学校の5校（栃木、横浜、愛知、京都、愛媛）と共同でスーパー耐久に参戦していたが、2019年からSUPER GT・GT300クラスに移行した。日産自動車大学校の参加においては、単なる広告スポンサーに留まらず、5校の学生を実際のレース現場で戦うチームにインターンとして参加させプロ人材の育成を行っている。2019年からは、全国の日産販売会社から選抜された整備士も加わっている。
2019年からは3か年計画でニュルブルクリンク24時間レースへの挑戦を開始。
代表の近藤が2021年にジャニーズ事務所を退所したのに伴い、近藤の芸能活動のマネジメントも行うようになった。
2024年には全日本カート選手権・EV部門に「リアライズ KONDO EV Kart Racing Team」として参戦。

## 参戦歴

### フォーミュラ・ニッポン
- 2000年 － Olympic KONDO Racing Team （近藤：Reynard 99L・無限MF308/土屋：GフォースGF03・MF308）

スーパーマーケットチェーン「オリンピック」をメインスポンサーに1台体制で参戦。メンテナンスはセルモに委託。総監督はセルモの佐藤正幸。近藤はオーナー兼監督兼ドライバーとして参戦し、自らステアリングを握ったがポイントは得られなかった。第9戦に土屋武士がスポット参戦。
#3  近藤真彦 0pt 15位
#4  土屋武士 0pt 21位（Rd.9）
- 2001年 － Olympic KONDO Racing Team （Reynard 01L・無限MF308）

ドライバーに立川祐路と金石勝智を起用、2台体制となる。メンテナンスはモーラとテラモト・テクニカル・オフィスに委託（2007年まで）。近藤は監督に専念。立川はランキング3位と健闘。チームランキング5位。
#3  立川祐路 30pt 3位
#4  金石勝智 4pt 13位
- 2002年 － Olympic KONDO Racing Team （Reynard 01L・無限MF308）

立川に代わって荒聖治が加入したがチームは低迷。チームランキング7位
#3  荒聖治 3pt 11位
#4  金石勝智 0pt 18位
- 2003年 － Olympic KONDO Racing Team （Lola B351・無限MF308）

2年振りの立川とドミニク・シュワガーで臨むが、チームの低迷は続き0ポイントに終わる。
#3  立川祐路 0pt 18位
#4  ドミニク・シュワガー 0pt 16位
- 2004年 － Yellow Hat KONDO Racing Team （Lola B351・無限MF308）

カー用品販売チェーン「イエローハット」をメインスポンサーに迎える。トヨタのエース格・立川と、ホンダのエース格・道上龍によるコンビも結果は伴わなかった。チームランキング6位。
#3  道上龍 7pt 10位
#4  立川祐路 3pt 14位
- 2005年 － KONDO Racing Team （Lola B351・無限MF308）

ドライバーを山本左近とヤレック・ヤニスに一新。第4戦からヤニスの代役として前年の全日本F3チャンピオンであるロニー・クインタレリが加入、チームも上向きとなった。チームランキング4位。
#3  山本左近 9pt 10位
#4  ヤレック・ヤニス（Rd.1-3） 0pt 14位
　→  ロニー・クインタレッリ（Rd.4-9） 12pt 9位
- 2006年 － KONDO Racing （FN06・TOYOTA RV8J）

柳田真孝が新たに加入。山本左近のF1参戦により第3戦から荒が加入。チームランキング10位。
#3  山本左近（Rd.1-3） 3.5pt 11位
　→  荒聖治（Rd.4-9） 0pt 20位
#4  柳田真孝 1pt 15位
- 2007年 － CARCHS KONDO RACING （FN06・TOYOTA RV8J）

中古車販売会社「カーチス」がメインスポンサー。新加入したジョアオ・パオロ・デ・オリベイラの活躍とは対照的に柳田は0ポイントに終わる。チームランキング7位。
#3  柳田真孝 0pt 19位
#4  ジョアオ・パオロ・デ・オリベイラ 8pt 18位
- 2008年 － KONDO RACING （FN06・TOYOTA RV8J）

柳田に代わり横溝直輝が加入。この年から自社メンテナンス。両ドライバー共に健闘を見せ、第7戦（富士）の第1レースでチームにとってもオリベイラにとっても念願だった初優勝を飾る。チームランキング5位。
#3  横溝直輝 12pt 12位
#4  ジョアオ・パオロ・デ・オリベイラ 33pt 6位
- 2009年は、経済情勢の悪化からSUPER GTのみ参戦。

- 2010年 － KONDO RACING （FN09・TOYOTA RV8K）

第4戦（もてぎ）より松田次生を起用し参戦を再開。チームランキング9位。
#3  松田次生（Rd.4-7） 1pt 14位/FSC レース1 11位，レース2 10位
- 2011年 － KONDO RACING （FN09・TOYOTA RV8K）

アンドレア・カルダレッリを起用して3年振りのフル参戦を果たすが、ポイントを獲得することはできなかった。
#3  アンドレア・カルダレッリ 0pt 16位/FSC 9位
- 2012年 － KONDO RACING （FN09・TOYOTA RV8K）

SUPER GTでも起用していた安田裕信をドライバーに迎える。前年と同様に0ポイントに終わる。
#3  安田裕信 0pt 14位/FSC 16位

### スーパーフォーミュラ
- 2013年 － KONDO RACING （スウィフト・SF13・TOYOTA RV8K）

前年に引き続き安田を起用。第6戦（菅生）で6位入賞を果たす。 チームランキング9位。
#3  安田裕信	3.5pt 14位/FSC 11位
- 2014年 － KONDO RACING （ダラーラ・SF14・TOYOTA RI4A）

安田からジェームズ・ロシターへドライバーを変更。開幕戦ではシリーズ復帰後初となる表彰台を獲得。その後もコンスタントにポイントを獲得しシリーズ6位で終える。
#3  ジェームズ・ロシター 22pt 6位
- 2015年 － KONDO RACING （ダラーラ・SF14・TOYOTA RI4A）

ウィリアム・ブラーが加入して2008年以来となる2台体制で参戦。成績は伴わずチームランキングは8位。
#3  ジェームズ・ロシター 5pt 12位
#4  ウィリアム・ブラー 0pt NC
- 2016年 － KONDO RACING （ダラーラ・SF14・TOYOTA RI4A）

引き続きロシターとブラーの体制で参戦。ロシターは健闘を見せるもブラーは2年連続で0ポイントに終わる。チームランキング8位。
#3  ジェームズ・ロシター 12pt 10位
#4  ウィリアム・ブラー 0pt NC
- 2017年 － KONDO RACING （ダラーラ・SF14・TOYOTA RI4A）

ドライバーを刷新しニック・キャシディと山下健太のルーキー2名を起用。両名が1度ずつポールポジションを獲得し、キャシディが表彰台に1度登るなども活躍が見られたが、浮き沈みある戦績からチームランキング7位に終わった。
#3  ニック・キャシディ 8pt 10位
#4  山下健太 6.5pt 11位
- 2018年 － KONDO RACING （ダラーラ・SF14・TOYOTA RI4A）

前年に引き続きキャシディと山下を起用。キャシディはタイトル争いを繰り広げたが、最終戦で山本尚貴に逆転を許し1ポイント差でタイトルを逃す。チームとしては結成以来初のタイトルを獲得。飛躍のシーズンとなった。
#3  ニック・キャシディ 37pt 2位
#4  山下健太 11.5pt 9位
- 2019年 － KONDO RACING （ダラーラ・SF19・TOYOTA Biz-01F）

キャシディに代わり国本雄資が加入。チームランキング6位
#3  山下健太 21pt 5位
#4  国本雄資 5pt 17位
- 2020年 － KONDO RACING （ダラーラ・SF19・TOYOTA/TRD 01F）

国本に代わり2019年の全日本F3選手権チャンピオンであるサッシャ・フェネストラズが加入。山下が全戦で入賞するなど活躍し、チームランキング6位。
#3  山下健太 35(34)pt 7位
#4  サッシャ・フェネストラズ 19(19)pt 13位
※( )は有効ポイント
- 2021年 － KONDO RACING （ダラーラ・SF19・TOYOTA/TRD 01F）

コロナウイルスの関係でフェネストラズの来日が遅れたため、中山雄一が代走したが、第6戦まで1ポイントも獲得できない程苦戦し、チームランキング9位に終わる。
#3  山下健太 8(8)pt 14位
#4  中山雄一 0(0)pt NC（Rd.1-5）
　→  サッシャ・フェネストラズ 4(4)pt 17位（Rd.6-7）
※( )は有効ポイント
- 2022年 － KONDO RACING （ダラーラ・SF23・TOYOTA/TRD 01F）

タイトルスポンサーがオリエンタルバイオに変わりリアライズコーポレーションとなった。フェネストラズが4度の表彰台を獲得してドライバーズランキング2位と健闘し、チームランキングも3位を記録した。
#3  山下健太 19pt 15位
#4  サッシャ・フェネストラズ 89pt 2位
- 2023年 － KONDO RACING （ダラーラ・SF23・TOYOTA/TRD 01F）

2022年-23年のフォーミュラEに参戦するサッシャ・フェネストラズに代わり小高一斗を起用する。チームランキング6位
#3  山下健太 32pt 8位
#4  小高一斗 10pt 15位
- 2024年 － KONDO RACING （ダラーラ・SF23・TOYOTA/TRD 01F）

前年に引き続き山下と小高を起用。
#3  山下健太
#4  小高一斗
- 2025年 － KONDO RACING （ダラーラ・SF23・TOYOTA/TRD 01F）

KDDI TGMGP TGR-DCに移籍する小高に代わり、前年FIA F2選手権に参戦していた、ザック・オサリバンを起用。
#3  山下健太
#4  ザック・オサリバン

### SUPER GT
2006年
- #24 WOODONE ADVAN KONDO Z
- ドライバー:エリック・コマス(Rd.1-4,6)／荒聖治(Rd.5-9)／柳田真孝
- タイヤ:ヨコハマ
- マシン:日産・フェアレディZ（2006年型）

初年度より、元F1ドライバーのコマスと日産の成長株である柳田の強力ラインアップと好調な2006年型のZを投入したことで、非常に気合が入っていたものの、横浜タイヤは日産・Zとのデータはなく、まずはタイヤの開発が先決であった。メンテナンスはテラモト・テクニカル・オフィスに委託。第5戦からコマスが腰痛が原因で一時離脱し代わって荒聖治を起用。コマスは一旦第6戦で復帰するものの、なかなか調子が戻らず結局今シーズンいっぱい離脱を余儀なくされ荒が最終戦まで柳田とコンビを組むことに。最終戦ではマシン救済もあって2位争いをした上で3位に入り念願の初表彰台を獲得した。
2007年
- #24 WOODONE ADVAN Clarion Z
- ドライバー:ジョアオ・パオロ・デ・オリベイラ／荒聖治
- タイヤ:ヨコハマ
- マシン:日産・フェアレディZ（2007年型）

前年の最終戦でようやく初表彰台を上げ、この年の目標は初優勝となりそのために必要な体制を作るべく体制強化を図った。ドライバーには2005年の全日本F3王者で前年ハセミモータースポーツから参戦したオリベイラを迎え、前年途中から起用された荒とコンビを組んだ。序盤戦は旧規定ベースの06年型で挑んだものの、特認だったため性能調整ウェイトが科せられ、さらに新規定のワークスマシンの方が前年の車よりも速かったため非常に不利な戦いを強いられた。第3戦から念願の新車にスイッチしたが、クラッシュによりリタイア。このように、2007年シーズンは常に苦戦を強いられてきたが、第4戦（セパン）では、猛暑による路面温度の上昇からタイヤの磨耗が早く、多くのチームが2ピット作戦を用いた中、熱い路面とタイヤとのマッチングが良く、タイヤの磨耗が他のチームに比べて遅かったことから1ピット作戦を成功させ、予選14番手から優勝を果たした。もちろんチーム初勝利であり、近藤は涙を流して歓喜した。
2008年
- #24 WOODONE ADVAN Clarion GT-R
- ドライバー:ジョアオ・パオロ・デ・オリベイラ／荒聖治
- タイヤ:ヨコハマ
- マシン:日産・GT-R（2008年型）

前年は新車投入が第3戦からでその間は旧型マシンでの参戦だったため苦しんだが、今シーズンは開幕戦より新型マシンであるGT-Rを投入することとなった。既に多くのテストもこなしており、この年も前年に引き続いて優勝を狙いつつシリーズタイトル獲得も狙う。なお、マシン以外のドライバーとタイヤは前年と同様であるが自社メンテナンス体制となる。開幕戦では、まだまだ不完全なところがあったのにもかかわらず5位入賞と比較的滑り出しのいいスタートを切った。その後GT-R全体に課せられた特別性能調整のウェイトによって苦しい状況になったものの、第4戦（セパン）ではトップ争いを繰り広げ、相手のミスを逃さずトップを奪いそのままチェッカーを受け、セパンラウンド2連勝を達成。しかし、その後安定したポイントを獲得できず、特に終盤戦ではノーポイントで終えるレースばかりだったことが大きく、全体を見渡すとあまりいい結果とはいえないシーズンとなった。
2009年
- #24 HIS ADVAN KONDO GT-R
- ドライバー:ジョアオ・パオロ・デ・オリベイラ／荒聖治
- タイヤ:ヨコハマ
- マシン:日産・GT-R（2009年型）

前年より2009年規定を一部先取りしたGT-Rを投入したため、その車両を改良し参戦となったが、エンジンは2009年規定に沿っていないため、今年も特認車両となった。景気の減速から例年に比べ開幕前のテストの回数が減り、各チーム若干準備不足で迎えた開幕戦では、予選と決勝で大きくコンディションが変わったり、他チームの戦略ミスにも助けられ、国内初優勝という申し分のないスタートを切ったが、その後のレースでは中々良い結果が出せず、特に第5戦から3戦連続ノーポイントのレース続いてしまったこともあり、最終的にシリーズ8位に終わった。
2010年
- #24 HIS ADVAN KONDO GT-R
- ドライバー:ジョアオ・パオロ・デ・オリベイラ／安田裕信
- タイヤ:ヨコハマ
- マシン:日産・GT-R（2010年型）

2008年より使用しているGT-Rを改良し参戦となり、エンジンは2009年規定に沿った3.4Lとなった。開幕前のテストでは新しいエンジンにまつわるトラブルが多発し、開幕戦でも予選中に車両後部を大破するアクシデントに見舞われたが、決勝でコンディションがめまぐるしく変わる中で、GT500では例を見ないタイヤ無交換作戦が功を奏し、2年連続開幕戦優勝という申し分のないスタートを切った。しかし、その後のレースでは表彰台に上がることができず、結果的にシリーズ10位に終わった。
2011年
- #24 ADVAN KONDO GT-R
- ドライバー:安田裕信／ビヨン・ビルドハイム
- タイヤ:ヨコハマ
- マシン:日産・GT-R（2011年型）

2012年
- #24 D'station ADVAN GT-R
- ドライバー:安田裕信／ビヨン・ビルドハイム
- タイヤ:ヨコハマ
- マシン:日産・GT-R（2012年型）

2013年
- #24 D'station ADVAN GT-R
- ドライバー:安田裕信／ミハエル・クルム
- タイヤ:ヨコハマ
- マシン:日産・GT-R（2013年型）

2014年
- #24 D'station ADVAN GT-R
- ドライバー:ミハエル・クルム／佐々木大樹
- タイヤ:ヨコハマ
- マシン:日産・GT-R NISMO GT500（2014年型）

2015年
- #24 D'station ADVAN GT-R
- ドライバー:佐々木大樹／ルーカス・オルドネス／(Rd.1-3)／ミハエル・クルム(Rd.4-)
- タイヤ:ヨコハマ
- マシン:日産・GT-R NISMO GT500（2015年型）

富士スピードウェイで行われた第4戦にて5年ぶりの優勝を遂げ、スポーツランドSUGOで行われた第6戦で3位表彰台を獲得するも、他でリタイヤを含むノーポイントとなり、チームランキング12位という結果に終わった。
2016年
- #24 フォーラムエンジニアリング ADVAN GT-R
- ドライバー:佐々木大樹／柳田真孝
- タイヤ:ヨコハマ
- マシン:日産・GT-R NISMO GT500（2016年型）

NISMOアンバサダーに就任したミハエル・クルムに代わり、MOLAから柳田真孝が移籍。佐々木大樹とコンビを組む事になった。第4戦（菅生）にてタイヤ無交換作戦を敢行し、優勝を飾る。オートポリス代替戦となった第3戦（もてぎ）にて無交換作戦を敢行、今季2勝目を飾った。
2017年
- #24 フォーラムエンジニアリング ADVAN GT-R
- ドライバー:佐々木大樹／ジョアオ・パオロ・デ・オリベイラ
- タイヤ:ヨコハマ
- マシン:日産・GT-R NISMO GT500（2017年型）

柳田真孝に代わり、TEAM IMPULからジョアオ・パオロ・デ・オリベイラが移籍。佐々木大樹とコンビを組む事になった。最後の鈴鹿1000kmとなる第5戦でチーム初ポールポジションを獲得するも成績は低迷。チームランキングは14位という結果に終わった。
2018年
- #24 フォーラムエンジニアリング ADVAN GT-R
- ドライバー:ジョアオ・パオロ・デ・オリベイラ／高星明誠
- タイヤ:ヨコハマ
- マシン:日産・GT-R NISMO GT500（2018年型）

TEAM IMPULに移籍する佐々木に代わり、前年度GT300クラスに参戦していた高星明誠が昇格、ジョアオ・パオロ・デ・オリベイラとコンビを組む事になった。
2019年
GT500クラス
- #24 リアライズコーポレーション ADVAN GT-R
- ドライバー:高星明誠／ヤン・マーデンボロー
- タイヤ:ヨコハマ
- マシン:日産・GT-R NISMO GT500（2019年型）

日産を離脱するジョアオ・パオロ・デ・オリベイラに代わりTEAM IMPULからヤン・マーデンボローが移籍。フォーミュラEでも共に活動している高星明誠とコンビを組む。
GT300クラス
- #56 リアライズ 日産自動車大学校 GT-R
- ドライバー:平峰一貴／サッシャ・フェネストラズ
- タイヤ:ヨコハマ
- マシン:日産・GT-R NISMO GT3（MY2018）

前年までスーパー耐久ST-Xクラスに参戦していた日産自動車大学校×KONDO Racing TeamがSUPER GT・GT300クラスに移行。ドライバーはJLOCから移籍した平峰一貴とサッシャ・フェネストラズのコンビで戦う。
2020年
GT500クラス
- #24 リアライズコーポレーション ADVAN GT-R
- ドライバー:高星明誠／ヤン・マーデンボロー
- タイヤ:ヨコハマ
- マシン:日産・GT-R NISMO GT500（2020年型）

GT300クラス
- #56 リアライズ 日産自動車大学校 GT-R
- ドライバー:藤波清斗／ジョアオ・パオロ・デ・オリベイラ
- タイヤ:ヨコハマ
- マシン:日産・GT-R NISMO GT3（MY2020）

GT500へ昇格する平峰とフェネストラズに代わりJLOCから移籍した藤波清斗と、2年ぶりの日産復帰となるジョアオ・パオロ・デ・オリベイラのコンビで戦う。開幕戦より2人の経験豊富な安定したドライビングで、初のGT300チャンピオンを獲得した。
2021年
GT500クラス
- #24 リアライズコーポレーション ADVAN GT-R
- ドライバー:高星明誠／佐々木大樹
- タイヤ:ヨコハマ
- マシン:日産・GT-R NISMO GT500（2021年型）

ヤン・マーデンボローに代わり2017年まで所属していた佐々木大樹がTEAM IMPULより移籍、高星/佐々木のコンビで戦う。
GT300クラス
- #56 リアライズ 日産自動車大学校 GT-R
- ドライバー:藤波清斗／ジョアオ・パオロ・デ・オリベイラ
- タイヤ:ヨコハマ
- マシン:日産・GT-R NISMO GT3（MY2020）

2022年
GT500クラス
- #24 リアライズコーポレーション ADVAN Z
- ドライバー:佐々木大樹／平手晃平
- タイヤ:ヨコハマ
- マシン:日産・Z GT500（2022年型）

NDDP RACINGに移籍した高星明誠に代わり、平手晃平が同チームより移籍、佐々木/平手のコンビで戦う。第4戦富士、第7戦オートポリスで3位表彰台獲得。第7戦では佐々木が初の、チームとしては2度目となるポールポジションを獲得し速さを見せるも、開幕戦と最終戦に追突されノーポイントに終わる等のレースもありドライバーズランキング9位、チームランキング10位となった。
GT300クラス
- #56 リアライズ 日産メカニックチャレンジ GT-R
- ドライバー:藤波清斗／ジョアオ・パオロ・デ・オリベイラ
- タイヤ:ヨコハマ
- マシン:日産・GT-R NISMO GT3（MY2020）

開幕戦岡山で優勝、第3戦鈴鹿で3位表彰台獲得するなど上位を走る事も多く、ランキングトップで迎えた最終戦では右前輪脱落するトラブルもあったが逃げ切り2020年以来2度目のGT300チャンピオンを獲得した。
2023年
GT500クラス
- #24 リアライズコーポレーション ADVAN Z
- ドライバー:佐々木大樹／平手晃平
- タイヤ:ヨコハマ
- マシン:日産・Z GT500（2023年型）

GT300クラス
- #56 リアライズ 日産メカニックチャレンジ GT-R
- ドライバー:ジョアオ・パオロ・デ・オリベイラ／名取鉄平
- タイヤ:ヨコハマ
- マシン:日産・GT-R NISMO GT3（MY2020）

日産リザーブドライバーとなる藤波清斗に代わり、名取鉄平を起用する。
2024年
GT500クラス
- #24 リアライズコーポレーション ADVAN Z
- ドライバー:松田次生／名取鉄平
- タイヤ:ヨコハマ
- マシン:日産・Z NISMO GT500（2024年型）

ドライバー体制を刷新。前年度、NISMOに所属していた松田次生と、GT300から昇格した名取鉄平がコンビを組む。
GT300クラス
- #56 リアライズ 日産メカニックチャレンジ GT-R
- ドライバー:佐々木大樹／ジョアオ・パオロ・デ・オリベイラ
- タイヤ:ヨコハマ
- マシン:日産・GT-R NISMO GT3（MY2020）

昇格した名取に代わり、佐々木大樹を起用する。
2025年
GT500クラス
- #24 リアライズコーポレーション ADVAN Z
- ドライバー:松田次生／名取鉄平
- タイヤ:ヨコハマ
- マシン:日産・Z NISMO GT500（2025年型）

ドライバーラインナップには変更はないが、ホイールを参戦以来使用してきたRAYS製からENKEI製へと変更する。
GT300クラス
- #56 リアライズ 日産メカニックチャレンジ GT-R
- ドライバー:平手晃平／ジョアオ・パオロ・デ・オリベイラ／金丸ユウ
- タイヤ:ヨコハマ
- マシン:日産・GT-R NISMO GT3（MY2020）

NISMO NDDPに移籍、昇格した佐々木に代わり、前年HELM MOTORSPORTSに所属していた平手を起用する。平手は2シーズンぶりのチーム復帰となる。オリベイラはストックカー・プロシリーズへの参戦を優先、日程重複する第2戦富士・第3戦セパンへの参戦が出来ない為、第3ドライバーとして登録された金丸ユウが代役参戦する。

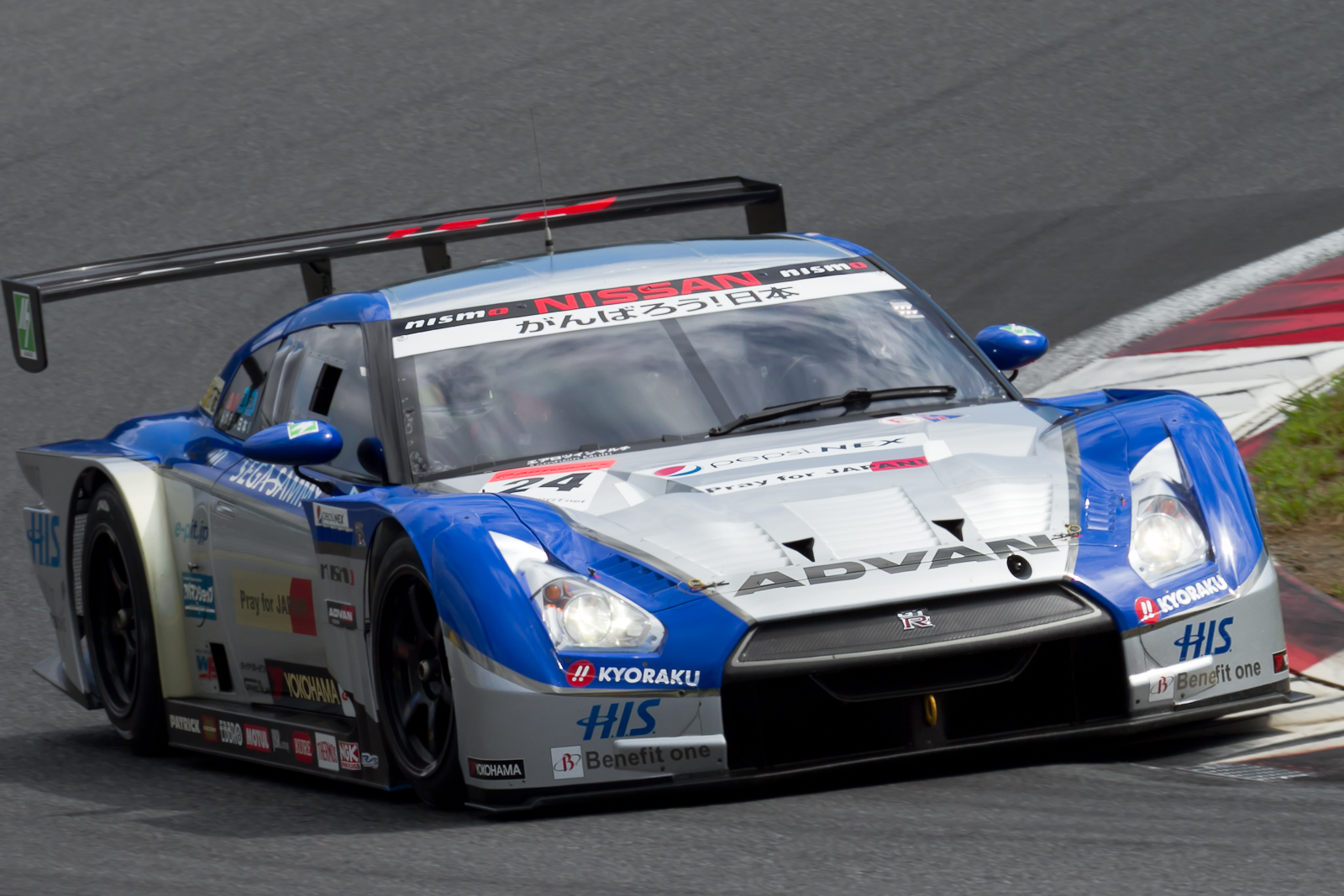
ADVAN KONDO GT-R（2011年）
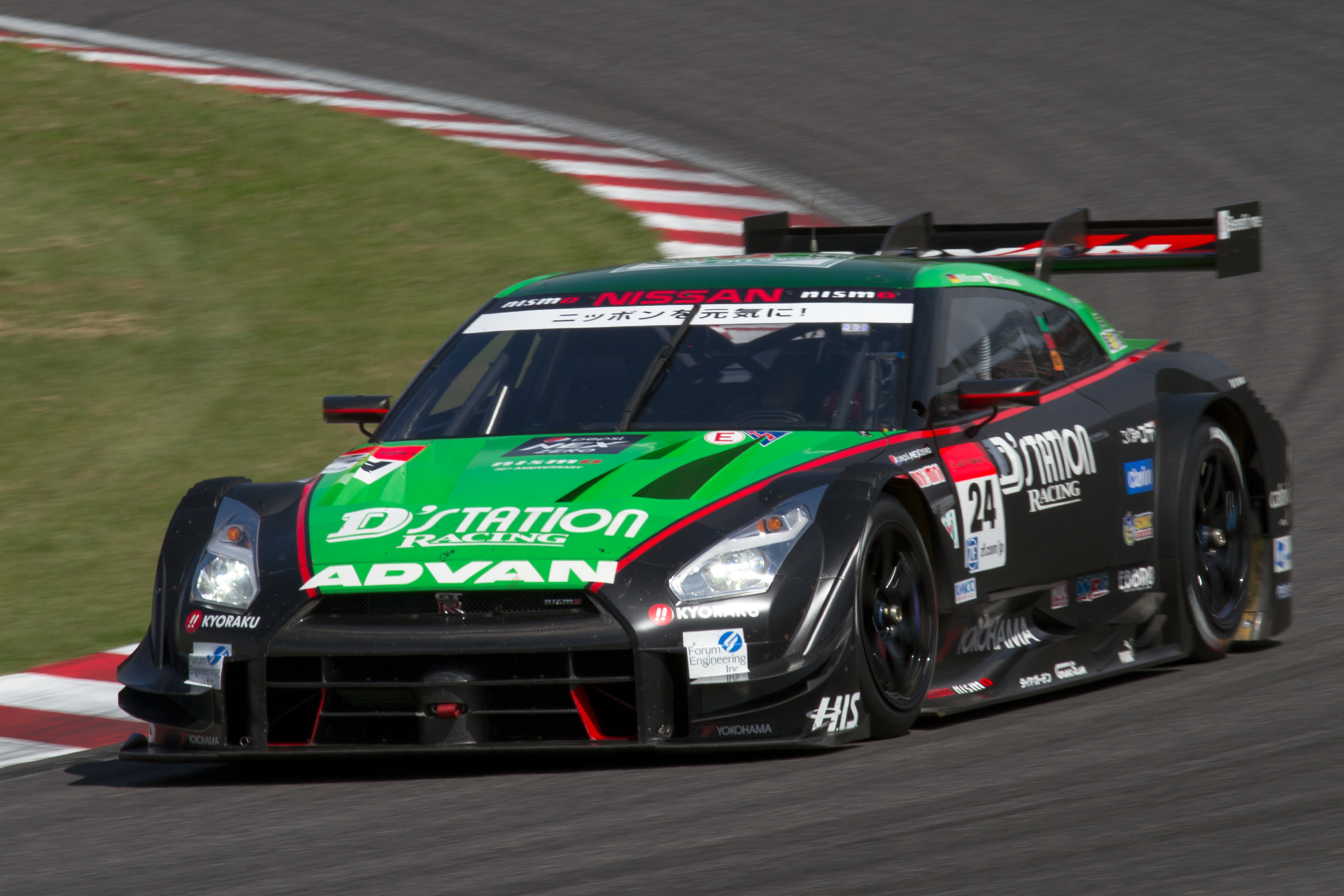
D'Station ADVAN GT-R（2014年）
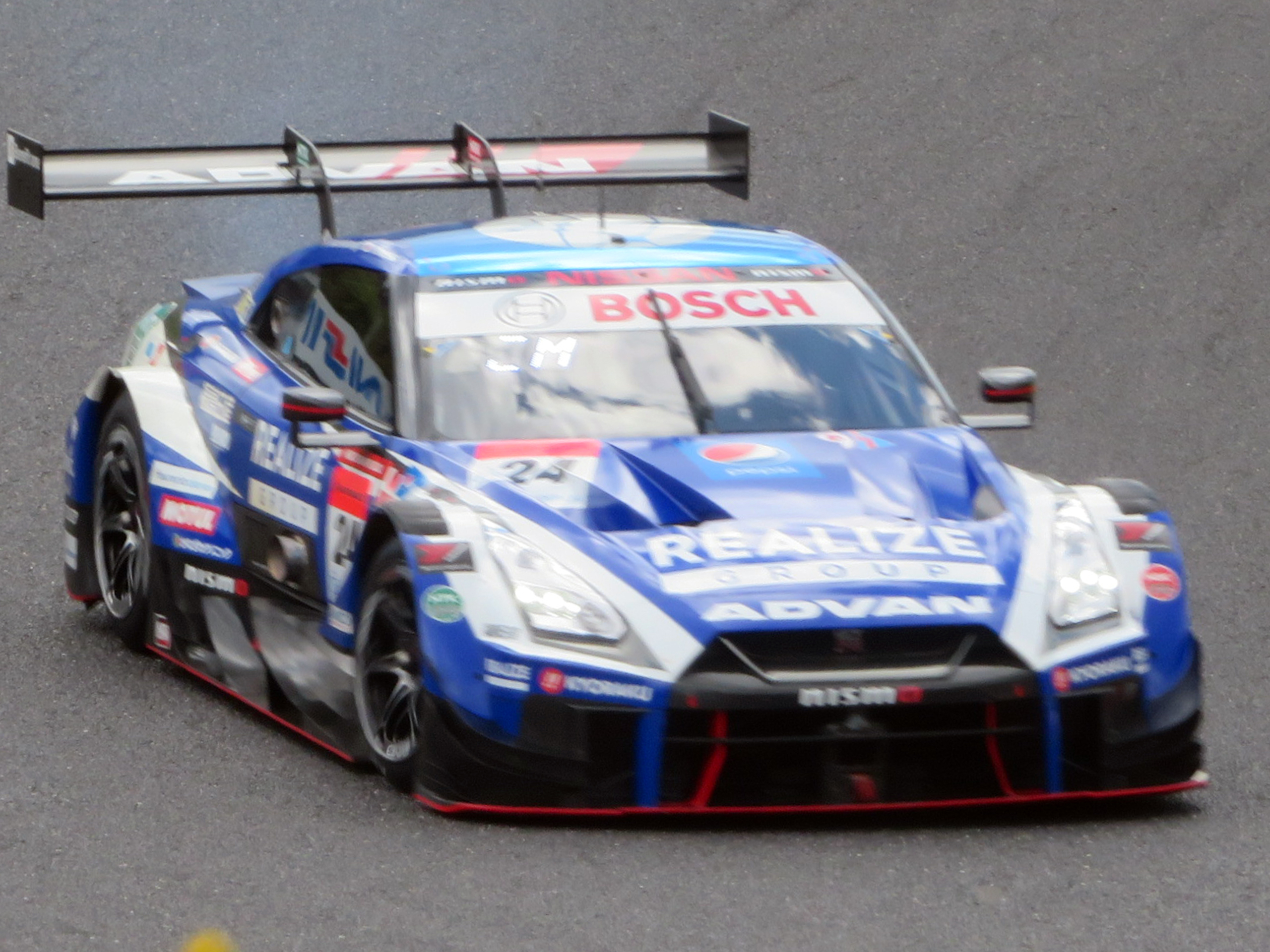
リアライズコーポレーションADVAN GT-R（2020年）
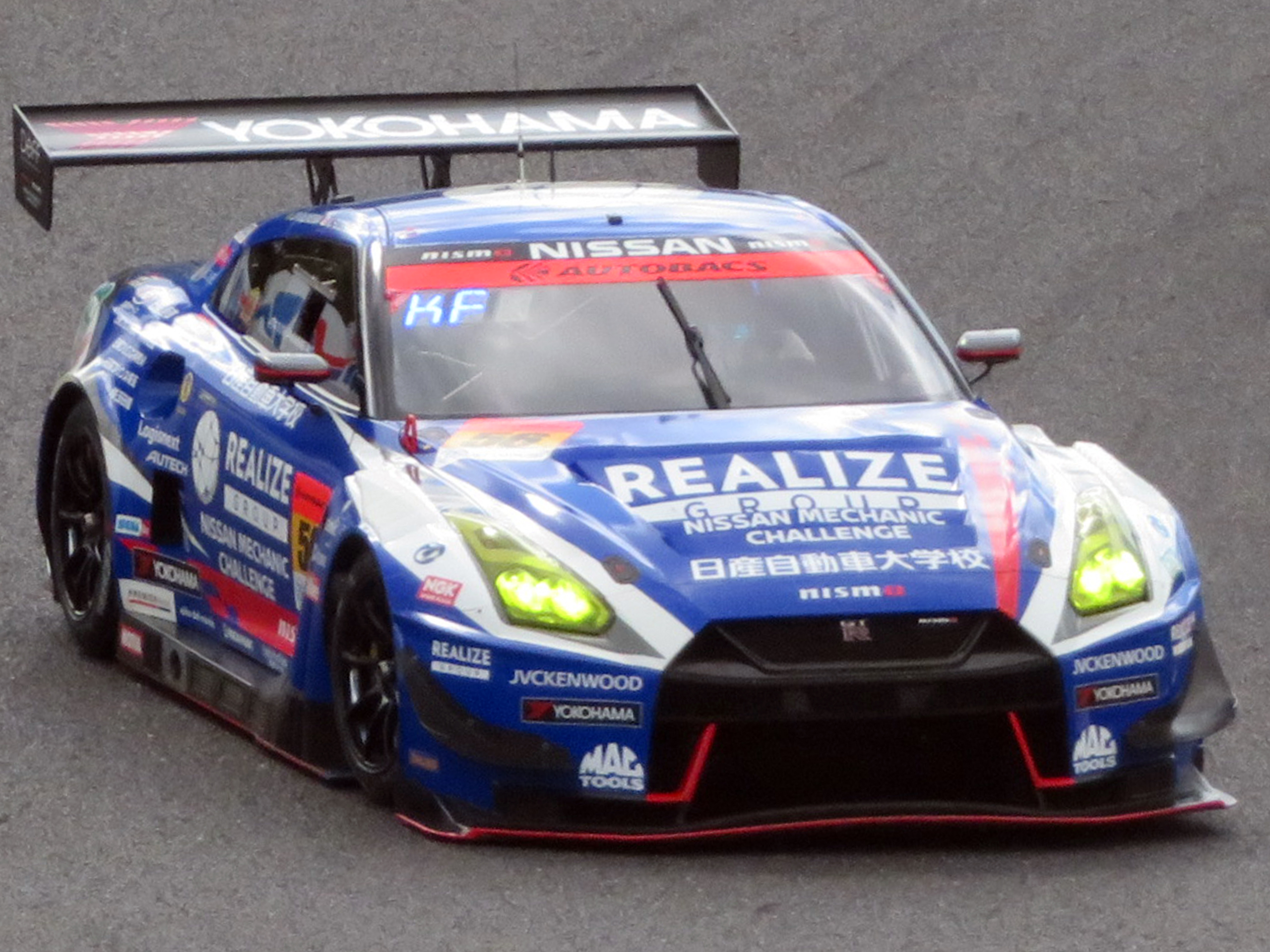
リアライズ 日産自動車大学校 GT-R（2020年）

### 全日本カート選手権
- 2024年 － リアライズ KONDO EV Kart Racing Team
- ドライバー:小高一斗（選抜選手）／中井陽斗

| 年     | Car No. | ドライバー | 使用車両    | クラス | 1      | 2      | 3      | 4       | 5      | 順位 | ポイント |
| ------ | ------- | ---------- | ----------- | ------ | ------ | ------ | ------ | ------- | ------ | ---- | -------- |
| 2024年 | 3       | 小高一斗   | TOM’S EVK22 | EV     | SUGO 2 | SUGO 2 |        | CCTB 2  | CCTB 2 | 1位  | 88       |
| 2024年 | 3       | 山下健太   | TOM’S EVK22 | EV     |        |        | CCTB 1 |         |        | 8位  | 25       |
| 2024年 | 4       | 中井陽斗   | TOM’S EVK22 | EV     | SUGO 3 | SUG 3  | CCTB 5 | CCTB 10 | CCTB 7 | 6位  | 56       |

- 2025年 － リアライズ KONDO EV Kart Racing Team
- ドライバー:野澤勇翔／中井陽斗

### スーパー耐久
2012年から2018年まで日産自動車大学校と共同でスーパー耐久シリーズ(ST-Xクラス)にGT-R NISMO GT3で参戦。
2012年
- #24 スリーボンド 日産自動車大学校 GT-R
- ドライバー:藤井誠暢(Rd.2-6)/GAMISAN/マイケル・キム(Rd.3,6)/千代勝正(Rd.4)
- タイヤ:ヨコハマ
- マシン:日産・GT-R NISMO GT3
- シリーズランキング 4位

2013年
- #24 スリーボンド 日産自動車大学校 GT-R
- ドライバー:藤井誠暢(Rd.3-6)/GAMISAN(Rd.3-6)/千代勝正(Rd.3,4)/佐々木大樹(Rd.4-6)
- タイヤ:ヨコハマ
- マシン:日産・GT-R NISMO GT3
- シリーズランキング 7位

2014年
- #24 スリーボンド 日産自動車大学校 GT-R
- ドライバー:藤井誠暢(Rd.1-5)/GAMISAN(Rd.1-5)/佐々木大樹(Rd.1-3)/高星明誠(Rd.3-5)
- タイヤ:ヨコハマ
- マシン:日産・GT-R NISMO GT3
- シリーズランキング 3位

2015年
- #24 スリーボンド 日産自動車大学校 GT-R
- ドライバー:星野敏/藤井誠暢/高星明誠(Rd.1,3-6)/岩崎祐貴(Rd.2)/佐々木大樹(Rd.3)
- タイヤ:ヨコハマ
- マシン:日産・GT-R NISMO GT3
- シリーズランキング 3位

2016年
- #24 スリーボンド 日産自動車大学校 GT-R
- ドライバー:内田優大/藤井誠暢/平峰一貴
- タイヤ:ヨコハマ
- マシン:日産・GT-R NISMO GT3
- シリーズチャンピオン

2017年
- #1 スリーボンド 日産自動車大学校 GT-R
- ドライバー:内田優大/藤井誠暢/平峰一貴
- タイヤ:ヨコハマ
- マシン:日産・GT-R NISMO GT3
- シリーズランキング 2位

2018年
- #24 スリーボンド 日産自動車大学校 GT-R
- ドライバー:内田優大/藤井誠暢/平峰一貴
- タイヤ:ピレリ
- マシン:日産・GT-R NISMO GT3
- シリーズランキング 2位

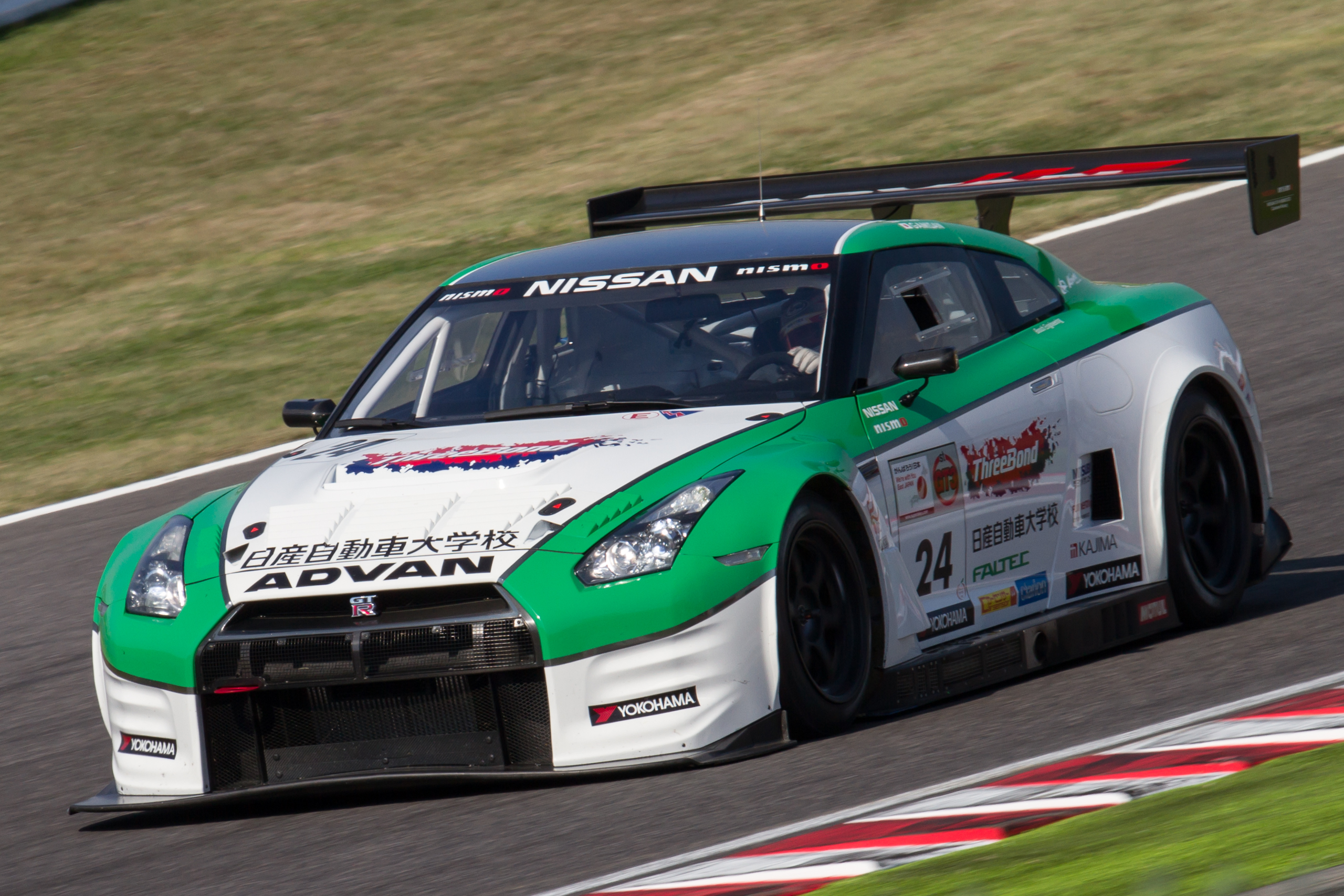
スリーボンド 日産自動車大学校 GT-R（2012年）
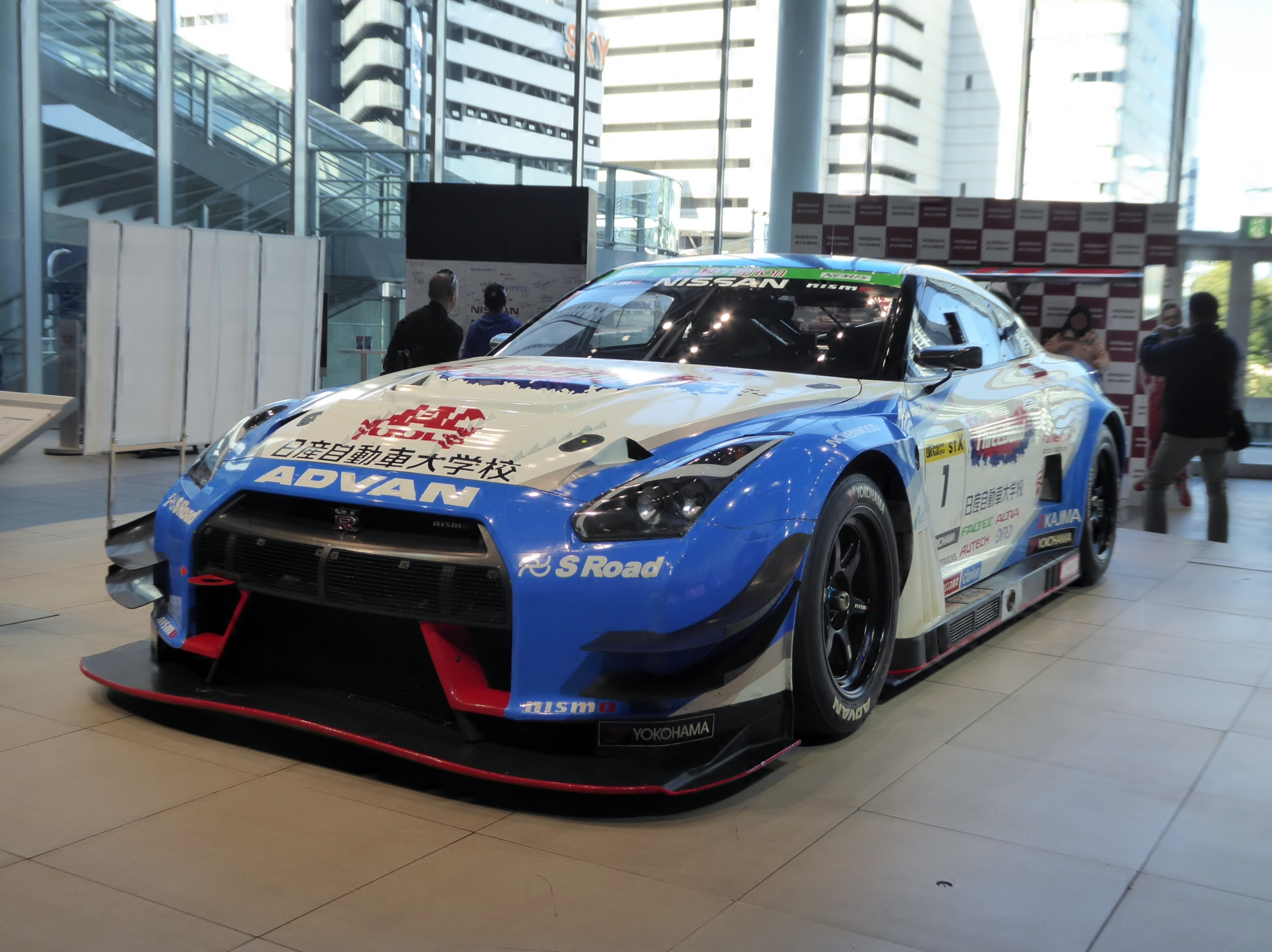
スリーボンド 日産自動車大学校 GT-R（2016年）

### ニュルブルクリンク24時間レース
2019年
- ドライバー:松田次生/高星明誠/藤井誠暢/トム・コロネル
- タイヤ:ヨコハマ
- マシン:日産・GT-R NISMO GT3（MY2018）
- 結果：予選／25位、決勝／総合9位（SP9クラス8位）

2020年
- ドライバー:松田次生/高星明誠/平峰一貴/ジョアオ・パオロ・デ・オリベイラ
- タイヤ:ヨコハマ
- マシン:日産・GT-R NISMO GT3（MY2018）

2020年もニュルブルクリンク24時間レースに参戦予定だったが新型コロナウイルス感染拡大の影響もあって見送りとなった。2021-2022年の継続参戦を計画していたが2021年、2022年も見送りとなった。
2025年
- ドライバー:アクシル・ジェフェリーズ（英語版）/フェリペ・フェルナンデス・レーザー（英語版）/トーマス・ノイバウアー（英語版）/デビッド・ペレル
- タイヤ:ヨコハマ
- マシン:フェラーリ・296 GT3

2024年12月9日、6年ぶりにニュルブルクリンク24時間レースに参戦することを発表。フェラーリ・296 GT3へと変更し、リナルディ・レーシングとジョイント参戦する。

### ル・マン24時間レース
2002年
- ドライバー:近藤真彦／フランソワ・ミゴール／イアン・マッケラー
- マシン：童夢・S101
- メインスポンサー：三洋信販
- 結果：予選／23位（予選1日目時点）、決勝／リタイア

2003年
- ドライバー：近藤真彦／片山右京／福田良
- マシン：童夢・S101
- メインスポンサー：横浜ゴム
- 結果：予選／12位、決勝／13位

2004年
- ドライバー：道上龍／加藤寛規／福田良
- マシン：童夢・S101
- メインスポンサー：横浜ゴム
- 結果・予選／7位、決勝／リタイア

## 戦績

### フォーミュラ・ニッポン
| 年     | No. | ドライバー                       | 1       | 2       | 2       | 3       | 4       | 5       | 5       | 6        | 6       | 7        | 7        | 8       | 9       | 10      | 順位 | ポイント |
| ------ | --- | -------------------------------- | ------- | ------- | ------- | ------- | ------- | ------- | ------- | -------- | ------- | -------- | -------- | ------- | ------- | ------- | ---- | -------- |
| 2000年 | 3   | 近藤真彦                         | SUZ 7   | TRM 14  | TRM 14  | MIN Ret | FSW 13  | SUZ 13  | SUZ 13  | SUG 7    | SUG 7   | TRM Ret  | TRM Ret  | FSW Ret | MIN 11  | SUZ 10  | NC   | 0        |
| 2000年 | 4   | 土屋武士                         |         |         |         |         |         |         |         |          |         |          |          |         | MIN 10  |         | NC   | 0        |
| 2001年 | 3   | 立川祐路                         | SUZ 13  | TRM 2   | TRM 2   | MIN 11  | FSW Ret | SUZ 4   | SUZ 4   | SUG 4    | SUG 4   | FSW 2    | FSW 2    | MIN 3   | TRM 5   | SUZ 2   | 5位  | 34       |
| 2001年 | 4   | 金石勝智                         | SUZ 7   | TRM 6   | TRM 6   | MIN Ret | FSW 4   | SUZ Ret | SUZ Ret | SUG 9    | SUG 9   | FSW 11   | FSW 11   | MIN Ret | TRM 11  | SUZ 13  | 5位  | 34       |
| 2002年 | 3   | 荒聖治                           | SUZ 8   | FSW 4   | FSW 4   | MIN 9   | SUZ 10  | TRM Ret | TRM Ret | SUG Ret  | SUG Ret | FSW NC   | FSW NC   | MIN 9   | TRM 11  | SUZ 10  | 7位  | 3        |
| 2002年 | 4   | 金石勝智                         | SUZ 12  | FSW Ret | FSW Ret | MIN 8   | SUZ 12  | TRM Ret | TRM Ret | SUG 11   | SUG 11  | FSW 10   | FSW 10   | MIN 12  | TRM 14  | SUZ 9   | 7位  | 3        |
| 2003年 | 3   | 立川祐路                         | SUZ 10  | FSW 12  | FSW 12  | MIN 10  | TRM Ret | SUZ Ret | SUZ Ret | SUG NC   | SUG NC  | FSW Ret  | FSW Ret  | MIN Ret | TRM 8   | SUZ Ret | NC   | 0        |
| 2003年 | 4   | ドミニク・シュワガー             | SUZ Ret | FSW Ret | FSW Ret | MIN Ret | TRM 8   | SUZ 9   | SUZ 9   | SUG 11   | SUG 11  | FSW 7    | FSW 7    | MIN 8   | TRM 10  | SUZ 8   | NC   | 0        |
| 2004年 | 3   | 道上龍                           | SUZ 3   | SUG 5   | SUG 5   | TRM 6   | SUZ Ret | SUG Ret | SUG Ret | MIN 11   | MIN 11  | SEP 8    | SEP 8    | TRM 10  | SUZ 13  |         | 6位  | 10       |
| 2004年 | 4   | 立川祐路                         | SUZ Ret | SUG NC  | SUG NC  | TRM Ret | SUZ 6   | SUG 5   | SUG 5   | MIN 9    | MIN 9   | SEP Ret  | SEP Ret  | TRM 7   | SUZ 9   |         | 6位  | 10       |
| 2005年 | 3   | 山本左近                         | TRM 14  | SUZ Ret | SUZ Ret | SUG Ret | FSW Ret | SUZ 4   | SUZ 4   | MIN 8    | MIN 8   | FSW Ret  | FSW Ret  | TRM 2   | SUZ 11  |         | 4位  | 21       |
| 2005年 | 4   | ヤレック・ヤニス                 | TRM 12  | SUZ 7   | SUZ 7   | SUG 7   |         |         |         |          |         |          |          |         |         |         | 4位  | 21       |
| 2005年 | 4   | ロニー・クインタレッリ           |         |         |         |         | FSW 5   | SUZ 5   | SUZ 5   | MIN 2    | MIN 2   | FSW Ret  | FSW Ret  | TRM 5   | SUZ 10  |         | 4位  | 21       |
| 2006年 | 3   | 山本左近                         | FSW 6   | SUZ 4   | SUZ 4   | TRM 14  |         |         |         |          |         |          |          |         |         |         | 10位 | 4.5      |
| 2006年 | 3   | 荒聖治                           |         |         |         |         | SUZ 10  | AUT 10  | AUT 10  | FSW 18   | FSW 18  | SUG 13   | SUG 13   | TRM Ret | SUZ Ret |         | 10位 | 4.5      |
| 2006年 | 4   | 柳田真孝                         | FSW 7   | SUZ Ret | SUZ Ret | TRM 9   | SUZ 13  | AUT 13  | AUT 13  | FSW 12   | FSW 12  | SUG Ret  | SUG Ret  | TRM 6   | SUZ 13  |         | 10位 | 4.5      |
| 2007年 | 3   | 柳田真孝                         | FSW 9   | SUZ 18  | SUZ 18  | TRM Ret | OKA 15  | SUZ 14  | SUZ 14  | FSW 12   | FSW 12  | SUG 12   | SUG 12   | TRM 16  | SUZ Ret |         | 7位  | 18       |
| 2007年 | 4   | ジョアオ・パオロ・デ・オリベイラ | FSW DSQ | SUZ 14  | SUZ 14  | TRM 8   | OKA 4   | SUZ 7   | SUZ 7   | FSW 6    | FSW 6   | SUG Ret  | SUG Ret  | TRM 8   | SUZ 3   |         | 7位  | 18       |
| 2008年 | 3   | 横溝直輝                         | FSW NC  | SUZ 6   | SUZ 6   | TRM 11  | OKA 6   | SUZ1 7  | SUZ2 6  | TRM1 Ret | TRM2 11 | FSW1 12  | FSW2 12  | SUG Ret |         |         | 5位  | 44       |
| 2008年 | 4   | ジョアオ・パオロ・デ・オリベイラ | FSW Ret | SUZ Ret | SUZ Ret | TRM 9   | OKA 11  | SUZ1 4  | SUZ2 5  | TRM1 3   | TRM2 3  | FSW1 1   | FSW2 8   | SUG 6   |         |         | 5位  | 44       |
| 2010年 | 3   | 松田次生                         | SUZ     | TRM     | TRM     | FSW     | TRM Ret | SUG 8   | SUG 8   | AUT Ret  | AUT Ret | SUZ1 14  | SUZ2 9   |         |         |         | 9位  | 1        |
| 2011年 | 3   | アンドレア・カルダレッリ         | SUZ Ret | AUT Ret | AUT Ret | FSW 13  | TRM 13  | SUZ C   | SUZ C   | SUG 9    | SUG 9   | TRM1 Ret | TRM2 Ret |         |         |         | NC   | 0        |
| 2012年 | 3   | 安田裕信                         | SUZ 11  | TRM 12  | TRM 12  | AUT 13  | FSW 16  | TRM 9   | TRM 9   | SUG 11   | SUG 11  | SUZ1 13  | SUZ2 9   |         |         |         | NC   | 0        |

### スーパーフォーミュラ
| 年     | No. | ドライバー               | 1       | 2       | 2       | 3       | 4       | 5       | 5       | 6       | 6       | 7        | 7        | 8       | 9      | 10     | 11  | 12  | 順位 | ポイント |
| ------ | --- | ------------------------ | ------- | ------- | ------- | ------- | ------- | ------- | ------- | ------- | ------- | -------- | -------- | ------- | ------ | ------ | --- | --- | ---- | -------- |
| 2013年 | 3   | 安田裕信                 | SUZ 14  | AUT 9   | AUT 9   | FSW 12  | TRM Ret | INJ C   | INJ C   | SUG 6   | SUG 6   | SUZ1 8   | SUZ2 13  |         |        |        |     |     | 9位  | 3.5      |
| 2014年 | 3   | ジェームズ・ロシター     | SUZ 2   | FSW1 6  | FSW2 17 | FSW 8   | TRM 8   | AUT 5   | AUT 5   | SUG 4   | SUG 4   | SUZ1 6   | SUZ2 10  |         |        |        |     |     | 5位  | 22       |
| 2015年 | 3   | ジェームズ・ロシター     | SUZ 16  | OKA Ret | OKA Ret | FSW 7   | TRM 12  | AUT 6   | AUT 6   | SUG 14  | SUG 14  | SUZ1 Ret | SUZ2 Ret |         |        |        |     |     | 8位  | 5        |
| 2015年 | 4   | ウィリアム・ブラー       | SUZ 14  | OKA 13  | OKA 13  | FSW 14  | TRM 13  | AUT 18  | AUT 18  | SUG 15  | SUG 15  | SUZ1 13  | SUZ2 13  |         |        |        |     |     | 8位  | 5        |
| 2016年 | 3   | ジェームズ・ロシター     | SUZ 6   | OKA 9   | OKA 9   | FSW 5   | TRM 5   | OKA1 9  | OKA2 10 | SUZ 8   | SUZ 8   | SUZ1 12  | SUZ2 15  |         |        |        |     |     | 8位  | 12       |
| 2016年 | 4   | ウィリアム・ブラー       | SUZ 15  | OKA 11  | OKA 11  | FSW Ret | TRM 13  | OKA1 15 | OKA2 15 | SUZ 10  | SUZ 10  | SUZ1 13  | SUZ2 13  |         |        |        |     |     | 8位  | 12       |
| 2017年 | 3   | ニック・キャシディ       | SUZ 17  | OKA1 3  | OKA2 11 | FSW Ret | TRM 5   | AUT Ret | AUT Ret | SUG 19  | SUG 19  | SUZ1 DNQ | SUZ2 DNQ |         |        |        |     |     | 7位  | 12.5     |
| 2017年 | 4   | 山下健太                 | SUZ 14  | OKA1 7  | OKA2 6  | FSW Ret | TRM 6   | AUT 13  | AUT 13  | SUG 11  | SUG 11  | SUZ1 DNQ | SUZ2 DNQ |         |        |        |     |     | 7位  | 12.5     |
| 2018年 | 3   | ニック・キャシディ       | SUZ 7   | AUT C   | AUT C   | SUG 2   | FSW 1   | TRM 3   | TRM 3   | OKA 5   | OKA 5   | SUZ 2    | SUZ 2    |         |        |        |     |     | 1位  | 47.5     |
| 2018年 | 4   | 山下健太                 | SUZ 9   | AUT C   | AUT C   | SUG 8   | FSW 18  | TRM 6   | TRM 6   | OKA 6   | OKA 6   | SUZ 3    | SUZ 3    |         |        |        |     |     | 1位  | 47.5     |
| 2019年 | 3   | 山下健太                 | SUZ 3   | AUT 7   | AUT 7   | SUG 6   | FSW 17  | TRM 13  | TRM 13  | OKA 1   | OKA 1   | SUZ 9    | SUZ 9    |         |        |        |     |     | 6位  | 25       |
| 2019年 | 4   | 国本雄資                 | SUZ 6   | AUT 16  | AUT 16  | SUG 8   | FSW 15  | TRM 10  | TRM 10  | OKA 16  | OKA 16  | SUZ 15   | SUZ 15   |         |        |        |     |     | 6位  | 25       |
| 2020年 | 3   | 山下健太                 | TRM 2   |         |         | SUG 6   | AUT 5   | SUZ 9   | SUZ 9   | SUZ 6   | SUZ 6   | FSW 10   | FSW 10   |         |        |        |     |     | 6位  | 49 (46)  |
| 2020年 | 3   | 阪口晴南                 |         | OKA DNS | OKA DNS |         |         |         |         |         |         |          |          |         |        |        |     |     | 6位  | 49 (46)  |
| 2020年 | 4   | サッシャ・フェネストラズ | TRM 3   | OKA Ret | OKA Ret | SUG Ret | AUT Ret | SUZ 10  | SUZ 10  | SUZ Ret | SUZ Ret | FSW 8    | FSW 8    |         |        |        |     |     | 6位  | 49 (46)  |
| 2021年 | 3   | 山下健太                 | FSW 12  | SUZ 12  | SUZ 12  | AUT 11  | SUG 14  | TRM 15  | TRM 15  | TRM 8   | TRM 8   | SUZ 6    | SUZ 6    |         |        |        |     |     | 9位  | 12 (12)  |
| 2021年 | 4   | 中山雄一                 | FSW 14  | SUZ 14  | SUZ 14  | AUT 15  | SUG Ret | TRM 13  | TRM 13  |         |         |          |          |         |        |        |     |     | 9位  | 12 (12)  |
| 2021年 | 4   | サッシャ・フェネストラズ |         |         |         |         |         |         |         | TRM 13  | TRM 13  | SUZ 7    | SUZ 7    |         |        |        |     |     | 9位  | 12 (12)  |
| 2022年 | 3   | 山下健太                 | FSW 11  | FSW 4   | FSW 4   | SUZ 16  | AUT 12  | SUG Ret | SUG Ret | FSW 7   | FSW 7   | MOT 6    | MOT 6    | MOT NC  | SUZ 14 | SUZ 13 |     |     | 3位  | 99       |
| 2022年 | 4   | サッシャ・フェネストラズ | FSW 3   | FSW 20  | FSW 20  | SUZ 4   | AUT 2   | SUG 1   | SUG 1   | FSW Ret | FSW Ret | MOT 2    | MOT 2    | MOT 6   | SUZ 16 | SUZ 4  |     |     | 3位  | 99       |
| 2023年 | 3   | 山下健太                 | FSW Ret | FSW 3   | FSW 3   | SUZ 5   | AUT 4   | SUG 8   | SUG 8   | FSW 17  | FSW 17  | MOT 9    | MOT 9    | SUZ 11  | SUZ 9  |        |     |     | 6位  | 42       |
| 2023年 | 4   | 小高一斗                 | FSW 10  | FSW 14  | FSW 14  | SUZ 7   | AUT 19  | SUG 14  | SUG 14  | FSW 14  | FSW 14  | MOT 6    | MOT 6    | SUZ 15  | SUZ 12 |        |     |     | 6位  | 42       |
| 2024年 | 3   | 山下健太                 | SUZ 2   | AUT 7   | AUT 7   | SUG 6   | FSW 13  | MOT 2   | MOT 2   | FSW 10  | FSW 10  | FSW 8    | FSW 8    | SUZ 8   | SUZ 9  |        |     |     | 6位  | 50       |
| 2024年 | 4   | 小高一斗                 | SUZ Ret | AUT 18  | AUT 18  | SUG 8   | FSW 17  | MOT 8   | MOT 8   | FSW 16  | FSW 16  | FSW 12   | FSW 12   | SUZ Ret | SUZ 19 |        |     |     | 6位  | 50       |
| 2025年 | 3   | 山下健太                 | SUZ 9   | SUZ 11  | SUZ 11  | MOT 7   | MOT 13  | AUT 3   | AUT 3   | FSW     | FSW     | FSW      | FSW      | SUG     | FSW    | FSW    | SUZ | SUZ | 7位* | 20*      |
| 2025年 | 4   | ザック・オサリバン       | SUZ 8   | SUZ 22  | SUZ 22  | MOT 12  | MOT 11  | AUT Ret | AUT Ret | FSW     | FSW     | FSW      | FSW      | SUG     | FSW    | FSW    | SUZ | SUZ | 7位* | 20*      |

### SUPER GT

#### GT500クラス
| 年     | 使用車両               | ドライバー                                                       | 1       | 2      | 3       | 4       | 5       | 6       | 7       | 8       | 9      | 順位  | ポイント |
| ------ | ---------------------- | ---------------------------------------------------------------- | ------- | ------ | ------- | ------- | ------- | ------- | ------- | ------- | ------ | ----- | -------- |
| 2006年 | 日産・フェアレディZ    | 柳田真孝 エリック・コマス(Rd.1-4,6) 荒聖治(Rd.5-9)               | SUZ 10  | OKA 10 | FSW 10  | SEP 8   | SUG 10  | SUZ 5   | TRM 6   | AUT 14  | FSW 3  | 12位  | 33       |
| 2007年 | 日産・フェアレディZ    | 荒聖治 ジョアオ・パオロ・デ・オリベイラ                          | SUZ Ret | OKA 15 | FSW Ret | SEP 1   | SUG 10  | SUZ 10  | TRM 5   | AUT Ret | FSW 5  | 12位  | 47       |
| 2008年 | 日産・GT-R             | ジョアオ・パオロ・デ・オリベイラ 荒聖治                          | SUZ 5   | OKA 8  | FSW 11  | SEP 1   | SUG 8   | SUZ 7   | TRM 14  | AUT 16  | FSW 15 | 11位  | 56       |
| 2009年 | 日産・GT-R             | ジョアオ・パオロ・デ・オリベイラ 荒聖治                          | OKA 1   | SUZ 8  | FSW 4   | SEP 5   | SUG 13  | SUZ 11  | FSW 13  | AUT 3   | TRM 11 | 7位   | 69       |
| 2010年 | 日産・GT-R             | ジョアオ・パオロ・デ・オリベイラ 安田裕信                        | SUZ 1   | OKA 12 | FSW 8   | SEP 9   | SUG 5   | SUZ Ret | FSW C   | TRM 10  |        | 10位  | 48       |
| 2011年 | 日産・GT-R             | 安田裕信 ビヨン・ビルドハイム                                    | OKA 9   | FSW 7  | SEP 4   | SUG 4   | SUZ 10  | FSW 11  | AUT 5   | TRM 12  |        | 11位  | 50       |
| 2012年 | 日産・GT-R             | 安田裕信 ビヨン・ビルドハイム                                    | OKA 11  | FSW 14 | SEP Ret | SUG 10  | SUZ 3   | FSW 13  | AUT 4   | TRM 11  |        | 14位  | 38       |
| 2013年 | 日産・GT-R             | 安田裕信 ミハエル・クルム                                        | OKA 13  | FSW 12 | SEP 13  | SUG 5   | SUZ Ret | FSW 10  | AUT 6   | TRM 9   |        | 13位  | 32       |
| 2014年 | 日産・GT-R NISMO GT500 | ミハエル・クルム 佐々木大樹                                      | OKA 12  | FSW 4  | AUT 13  | SUG 10  | FSW 15  | SUZ 9   | CHA 2   | TRM 4   |        | 8位   | 51       |
| 2015年 | 日産・GT-R NISMO GT500 | 佐々木大樹 ルーカス・オルドネス(Rd.1-3) ミハエル・クルム(Rd.4-8) | OKA 11  | FSW 11 | CHA Ret | FSW 1   | SUZ 13  | SUG 3   | AUT 15  | TRM 12  |        | 12位  | 43       |
| 2016年 | 日産・GT-R NISMO GT500 | 佐々木大樹 柳田真孝                                              | OKA 13  | FSW 8  | SUG 1   | FSW Ret | SUZ 12  | CHA 13  | TRM 1   | TRM 10  |        | 7位   | 57       |
| 2017年 | 日産・GT-R NISMO GT500 | 佐々木大樹 ジョアオ・パオロ・デ・オリベイラ                      | OKA 10  | FSW 12 | AUT 9   | SUG Ret | FSW 13  | SUZ 5   | CHA Ret | TRM 12  |        | 14位  | 24       |
| 2018年 | 日産・GT-R NISMO GT500 | ジョアオ・パオロ・デ・オリベイラ 高星明誠                        | OKA 6   | FSW 13 | SUZ 9   | CHA Ret | FSW 6   | SUG 6   | AUT 7   | TRM 10  |        | 12位  | 42       |
| 2019年 | 日産・GT-R NISMO GT500 | 高星明誠 ヤン・マーデンボロー                                    | OKA 5   | FSW 12 | SUZ 8   | CHA 4   | FSW Ret | AUT 9   | SUG 15  | TRM 10  |        | 13位  | 34       |
| 2020年 | 日産・GT-R NISMO GT500 | 高星明誠 ヤン・マーデンボロー                                    | FSW 10  | FSW 12 | SUZ 11  | TRM 13  | FSW 14  | SUZ 8   | TRM 14  | FSW 13  |        | 15位  | 19       |
| 2021年 | 日産・GT-R NISMO GT500 | 高星明誠 佐々木大樹                                              | OKA 14  | FSW 12 | SUZ 3   | TRM 12  | SUG 6   | AUT 14  | TRM 7   | FSW 11  |        | 13位  | 40       |
| 2022年 | 日産・Z GT500          | 佐々木大樹 平手晃平                                              | OKA 14  | FSW 8  | SUZ 6   | FSW 3   | SUZ 10  | SUG 14  | AUT 3   | MOT Ret |        | 10位  | 46       |
| 2023年 | 日産・Z GT500          | 佐々木大樹 平手晃平                                              | OKA 14  | FSW 15 | SUZ 8   | FSW 10  | SUZ 13  | SUG 5   | AUT 12  | MOT 14  |        | 15位  | 25       |
| 2024年 | 日産・Z NISMO GT500    | 松田次生 名取鉄平                                                | OKA 12  | FSW 13 | SUZ 9   | FSW 14  | SUZ 15  | SUG 13  | AUT 12  | MOT 8   |        | 14位  | 22       |
| 2025年 | 日産・Z NISMO GT500    | 松田次生 名取鉄平                                                | OKA 11  | FSW 15 | SEP DNS | FSW     | SUZ     | SUG     | AUT     | MOT     |        | 15位* | 2*       |

#### GT300クラス
| 年     | 使用車両             | ドライバー                                                           | 1      | 2     | 3      | 4      | 5       | 6      | 7      | 8      | 順位 | ポイント |
| ------ | -------------------- | -------------------------------------------------------------------- | ------ | ----- | ------ | ------ | ------- | ------ | ------ | ------ | ---- | -------- |
| 2019年 | 日産・GT-R NISMO GT3 | 平峰一貴 サッシャ・フェネストラズ                                    | OKA 5  | FSW 4 | SUZ 18 | CHA 2  | FSW 7   | AUT 8  | SUG 5  | TRM 6  | 5位  | 69       |
| 2020年 | 日産・GT-R NISMO GT3 | 藤波清斗 ジョアオ・パオロ・デ・オリベイラ                            | FSW 4  | FSW 5 | SUZ 9  | TRM 20 | FSW 1   | SUZ 16 | TRM 1  | FSW 2  | 1位  | 95       |
| 2021年 | 日産・GT-R NISMO GT3 | 藤波清斗 ジョアオ・パオロ・デ・オリベイラ                            | OKA 1  | FSW 7 | SUZ 8  | TRM 26 | SUG 3   | AUT 11 | TRM 3  | FSW 5  | 2位  | 77       |
| 2022年 | 日産・GT-R NISMO GT3 | 藤波清斗 ジョアオ・パオロ・デ・オリベイラ                            | OKA 1  | FSW 7 | SUZ 3  | FSW 6  | SUZ 13  | SUG 4  | AUT 5  | MOT 19 | 1位  | 74.5     |
| 2023年 | 日産・GT-R NISMO GT3 | ジョアオ・パオロ・デ・オリベイラ 名取鉄平                            | OKA 10 | FSW 1 | SUZ 4  | FSW 4  | SUZ Ret | SUG 10 | AUT 5  | MOT 6  | 3位  | 70       |
| 2024年 | 日産・GT-R NISMO GT3 | 佐々木大樹 ジョアオ・パオロ・デ・オリベイラ                          | OKA 15 | FSW 2 | SUZ 16 | FSW 3  | SUZ Ret | SUG 11 | AUT 12 | MOT 8  | 7位  | 49       |
| 2025年 | 日産・GT-R NISMO GT3 | 平手晃平 ジョアオ・パオロ・デ・オリベイラ(Rd.1,4-8) 金丸ユウ(Rd.2-3) | OKA 3  | FSW 7 | SEP 10 | FSW    | SUZ     | SUG    | AUT    | MOT    | 4位* | 40*      |

### ル・マン24時間レース
| ル・マン24時間レース 結果 | ル・マン24時間レース 結果 | ル・マン24時間レース 結果         | ル・マン24時間レース 結果 | ル・マン24時間レース 結果 | ル・マン24時間レース 結果 | ル・マン24時間レース 結果                           | ル・マン24時間レース 結果 | ル・マン24時間レース 結果 | ル・マン24時間レース 結果 |
| 年                        | チーム                    | 車両                              | タイヤ                    | クラス                    | No.                       | ドライバー                                          | 周回数                    | 総合順位                  | クラス順位                |
| ------------------------- | ------------------------- | --------------------------------- | ------------------------- | ------------------------- | ------------------------- | --------------------------------------------------- | ------------------------- | ------------------------- | ------------------------- |
| 2002年 （英語版）         | KONDO RACING              | 童夢・S101 ジャッド GV4 4.0 L V10 | M                         | LMP900                    | 9                         | 近藤真彦 イアン・マッケラー.Jr フランソワ・ミゴール | 182周                     | DNF                       | DNF                       |
| 2003年 （英語版）         | KONDO RACING              | 童夢・S101 無限 MF408S 4.0 L V8   | Y                         | LMP900                    | 9                         | 近藤真彦 片山右京 福田良                            | 322周                     | 13位                      | 8位                       |
| 2004年 （英語版）         | KONDO RACING              | 童夢・S101 無限 MF408S 4.0 L V8   | Y                         | LMP900                    | 9                         | 加藤寛規 福田良 道上龍                              | 206周                     | DNF                       | DNF                       |

### ニュルブルクリンク24時間レース
| ニュルブルクリンク24時間レース 結果 | ニュルブルクリンク24時間レース 結果 | ニュルブルクリンク24時間レース 結果 | ニュルブルクリンク24時間レース 結果 | ニュルブルクリンク24時間レース 結果 | ニュルブルクリンク24時間レース 結果 | ニュルブルクリンク24時間レース 結果                                                                 | ニュルブルクリンク24時間レース 結果 | ニュルブルクリンク24時間レース 結果 | ニュルブルクリンク24時間レース 結果 |
| 年                                  | チーム                              | 車両                                | タイヤ                              | クラス                              | No.                                 | ドライバー                                                                                          | 周回数                              | 総合順位                            | クラス順位                          |
| ----------------------------------- | ----------------------------------- | ----------------------------------- | ----------------------------------- | ----------------------------------- | ----------------------------------- | --------------------------------------------------------------------------------------------------- | ----------------------------------- | ----------------------------------- | ----------------------------------- |
| 2019年 （英語版）                   | KONDO RACING                        | 日産・GT-R NISMO GT3                | Y                                   | SP9 PRO                             | 45                                  | 松田次生 高星明誠 藤井誠暢 トム・コロネル                                                           | 154周                               | 9位                                 | 8位                                 |
| 2025年 （英語版）                   | Realize KONDO Racing with Rinaldi   | フェラーリ・296 GT3                 | Y                                   | SP9 PRO                             | 45                                  | アクシル・ジェフェリーズ フェリペ・フェルナンデス・レーザー トーマス・ノイバウアー デビッド・ペレル | 115周                               | DNF                                 | DNF                                 |